# Badlands (альбом Halsey)
Badlands — дебютний студійний альбом американської співачки і авторки пісень Halsey, що вийшов 28 серпня 2015 під лейблами Astralwerks і Capitol Records. Badlands дебютував під номером два в чарті Billboard 200 з продажами 97,000 копій за перший тиждень. Альбому передували 2 сингли з цифровим релізом: «Ghost» та «New Americana». Третій сингл альбому — «Colors» — вийшов 9 лютого 2016 року.

## Назва та музика
Назва Badlands (укр. Безплідні землі) — це відсилання Halsey на стан її душі під час написання альбому. В музичному плані, жанр альбому — головним чином електро-поп, альтернативний поп, і синті-поп.

## Запис
За словами Halsey, Badlands — це концептуальний альбом, який зосереджується на вигаданому похмурому суспільстві, відомому як Безплідні землі. Місто, що оточене пустелею, тримає мешканців Badlands у полоні. Альбом був натхненний постапокаліптичні фільмами, такими як «той, що біжить по лезу» і «П'ятий елемент». Після написання перших кількох пісень Halsey прийшла до усвідомлення того, що вся концепція — це лише метафора її психологічного стану. Ешлі стверджує, що вона створила Badlands як втечу від реального життя. На її думку, метафора була така: навіть якщо виходу немає, ще є оптимізм, ніби ще є куди йти. Виконавчий продюсер альбому — Лідо.

## Сингли
«Ghost» вийшов як дебютний сингл Halsey 27 жовтня 2014, з музичним кліпом у супроводі, знятим в Токіо. «New Americana» став другим синглом з альбому, він офіційно вийшов 10 липня 2015 року. Кліп на пісню вийшов 25 вересня 2015 року. «Colors» вийшов як офіційний третій сингл. Його відправили на альтернативні радіо 9 лютого 2016 року. Кліп на пісню вийшов 25 лютого 2016 року.

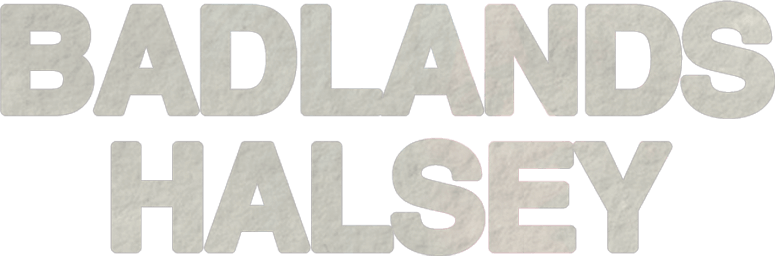
Логотип альбому

## Історія видання
| Область        | Дата           | Лейбл                                                 |
| -------------- | -------------- | ----------------------------------------------------- |
| У всьому світі | 28 серпня 2015 | - Astralwerks - Capitol - Universal - Virgin EMI (UK) |

## Сертифікація
| Регіон                                                                                               | Сертифікація | Сертифіковані одиниці/продаж |
| --- | ------------ | ---------------------------- |
| Бразилія (Pro-Música Brasil)                                                                         | Золота       | 20,000*                      |
| Канада (Music Canada)                                                                                | Золота       | 40,000^                      |
| Велика Британія (BPI)                                                                                | Золота       | 100,000^                     |
| США (RIAA)                                                                                           | Платинова    | 497,000                      |
| *дані про продажі засновані тільки на сертифікації ^дані про партії засновані тільки на сертифікації |              |                              |